# Hannah Woolley
Hannah Woolley, född 1622, död 1675, var en engelsk författare. 
Hon har kallats den första författare som försörjde sig som expert på hushållskunskap. 